# Časopis lékařů českých
Časopis lékařů českých (ČLČ) je vědecký interdisciplinární časopis vydávaný Českou lékařskou společností Jana Evangelisty Purkyně, který je nejstarším a nejprestižnějším česky vydávaným periodikem pro lékaře. Časopis je pro ně důležitým zdrojem informací, na rozdíl od úzce odborně profilovaných časopisů odborných společností uveřejňuje přehledové články k vybraným aktuálním tématům a původní vědecké práce ze všech oborů medicíny. Publikuje také kazuistiky, kapitoly z dějin lékařství, zprávy ze zahraničních sjezdů a v omezené míře recenze nejnovějších knih a osobní zprávy. Příspěvky procházejí před publikováním recenzním řízením. Časopis vychází osmkrát ročně.

## Historie
První číslo ČLČ vyšlo 15. ledna 1862. Jedná se tak o nejstarší česky vydávaný časopis pro lékaře. Historie časopisu nicméně sahá až do roku 1857, kdy pražský praktický lékař Josef Podlipský, manžel spisovatelky Sofie Podlipské a švagr Karoliny Světlé, začal vydávat v časopise Živa přílohu Domácí lékař. Kvůli naprostému nezájmu lékařské obce však příloha v roce 1860 zanikla.
Podlipský se ale nevzdal. Přestože i vlastenečtí lékaři tehdy považovali kvůli obavám z reakce Vídně i nedostatku české odborné terminologie nápad na český odborný časopis za nerealizovatelný, našel odhodlaného nakladatele knihkupce Vincence Josefa Schmieda a pustili se společně do vydávání časopisu.
Podlipský měl na starosti jazykovou a technickou stránku textů, zatímco odbornou část vedl mladý docent a Purkyňův žák Bohumil Eiselt. V začátcích měli velké potíže sehnat kvalitní autory píšící česky, kromě Josefa Jana Čejky, který ale koncem roku 1862 zemřel, a Václava Staňka téměř nikdo nepřispíval. Většinu obsahu tedy museli překládat z němčiny a kromě toho měli problémy s českým lékařským názvoslovím. Proto byl časopis zpočátku hlavně referativní, přinášel přehledy zahraničních poznatků doplněné o několik původních českých článků. S rozvojem českého lékařství i terminologie se situace ale rychle zlepšovala a v časopise začaly převažovat původní české příspěvky.
Časopis zpočátku vycházel jednou za čtrnáct dní, ale už v roce 1864 se stal týdeníkem. Od roku 1964 do roku 1951 byl jeho vydavatelem Spolek lékařů českých. V letech 1951–1968 časopis vydávalo Zdravotnické nakladatelství a v letech 1969–1993 nakladatelství Avicenum. Od roku 1994 je vydavatelem ČLČ Česká lékařská společnost Jana Evangelisty Purkyně. V současné době (2025) vychází osmkrát ročně. Počínaje číslem 9/2004 jsou plné texty vybraných článků k dispozici také v anglickém překladu.